# Wydział Neofilologii Uniwersytetu Warszawskiego
Wydział Neofilologii Uniwersytetu Warszawskiego (WN UW) – wydział Uniwersytetu Warszawskiego kształcący w trybie dziennym, wieczorowym i zaocznym. Główne obszary badawcze to: język, komunikacja, literatura, społeczeństwo, tożsamość, komparatystyka oraz studia nad pamięcią.  
Siedziba Wydziału mieści się w Warszawie, przy ul. Dobrej 55.

## Historia
Utworzony w roku 1946 Wydział Humanistyczny Uniwersytetu Warszawskiego obejmował swoją strukturą filologie obce. W roku 1951 utworzono Wydział Filologiczny, w skład którego wchodziły filologie obce i polonistyka. W roku 1968 utworzono Wydział Filologii Obcych, a od 1976 roku Wydział Neofilologii, w skład którego do roku 2005 wchodził Instytut Orientalistyczny.

## Władze
Od 3 września 2020 r. Wydziałem Neofilologii kierują:
- Dziekan − prof. ucz. dr hab. Robert Małecki[3]
- Prodziekan ds. rozwoju kadry naukowej − prof. ucz. dr hab. Katarzyna Mikulska
- Prodziekan ds. badań i współpracy − dr hab. Anna Wojtyś
- Prodziekan ds. studenckich − dr hab. Monika Kostro

## Struktura organizacyjna
Pracownicy Wydziału realizują projekty naukowe oraz prowadzą zajęcia dydaktyczne w siedmiu Jednostkach:
- Instytut Anglistyki
- Instytut Germanistyki
- Instytut Romanistyki
- Instytut Studiów Iberyjskich i Iberoamerykańskich
- Katedra Hungarystyki
- Katedra Italianistyki
- Katedra Lingwistyki Formalnej

## Kierunki studiów
Na Wydziale realizowane są następujące kierunki studiów:
- filologia angielska: językoznawstwo (I i II stopnia)
- filologia angielska: literatura i kultura (I i II stopnia)
- filologia angielska (studia zaoczne)
- germanistyka (I i II stopnia)
- filologia romańska (I i II stopnia)
- iberystyka: hispanistyka (I stopnia)
- iberystyka: portugalistyka (I stopnia)
- hispanistyka stosowana (studia wieczorowe)
- filologia iberyjska (II stopnia)
- hungarystyka (I i II stopnia)
- fennistyka (I i II stopnia)
- filologia włoska (I i II stopnia)
- międzykulturowe studia filologiczne (I stopnia)
- studia kanadyjskie (II stopnia)
- helwetologia - studia szwajcarskie (II stopnia)